# Zico Chain
Zico Chain ist eine Post-Grunge-/Alternative-Rock-Band aus London, England, die 2002 gegründet wurde. Die Mitglieder von Zico Chain sind der Sänger Chris Glithero, der Gitarrist Paul Frost, der Schlagzeuger Ollie Middleton und der Gitarrist Tommy Gentry.

## Diskografie

### Singles
- 2007: Where Would You Rather Be? (Hassle Records)
- 2007: Anaemia (Hassle Records)
- 2007: Junk (Hassle Records)

### EPs
- 2004: Touch (Hassle Records)
- 2006: The Zico Chain (Hassle Records)
- 2007: These Birds Will Kill Us All (Degenerate Music)

### Alben
- 2007: Food (Hassle Records)
- 2012: The Devil in Your Heart (Suburban Records)